# パパクリ・ディオプ
パパクリ・"パペ"・ディオプ（Papakouli "Pape" Diop 、1986年3月19日 - ）は、セネガル・カオラック出身のサッカー選手。ポジションはミッドフィールダー（守備的ミッドフィールダー）。

## クラブ歴
セネガルで生まれ、幼少期にフランスに移住。スタッド・レンヌの下部組織で育成され、2006年8月5日のリールOSC戦でプロデビューを果たした。その後、リーグ・ドゥのトゥールFCに移籍し、レギュラーを獲得した。
2008年1月31日、スペインのジムナスティック・タラゴナに移籍。
2009年7月、ラシン・サンタンデールに150万ユーロで移籍。9月12日のアトレティコ・マドリード戦で念願のプリメーラ・ディビシオン初出場を果たした。3月21日のCAオサスナ戦で移籍後初ゴール。2011–12シーズン、チームはプリメーラ・ディビシオン20位に終わり降格が決定した。
ラシン・サンタンデールの降格決定からしばらくした後、レバンテUDに10万ユーロで移籍。2014年5月4日、アトレティコ・マドリード戦で相手サポーターから差別的なチャントが送られた際、そのサポーターの前で踊って見せた。6月5日、契約満了によりレバンテを退団。
2015年8月31日、RCDエスパニョールと3年契約を結んだ。

## 代表歴

### 代表での得点
| # | 開催日        | 会場           | 対戦国         | スコア | 結果 | 試合概要                       |
| - | ------------- | -------------- | -------------- | ------ | ---- | ------------------------------ |
| 1 | 2014年5月21日 | ワガドゥグー   | ブルキナファソ | 1–0    | 1–1  | 親善試合                       |
| 2 | 2017年1月23日 | フランスヴィル | アルジェリア   | 1–1    | 2–2  | アフリカネイションズカップ2017 |